# مالوبادراکوو
مالوبادراکوو (انگلیسی: Malobadrakovo) یک شهرک در شهرستان بورایفسکی باشقیرستان کشور روسیه است.